# Lake Rotomā
Der Lake Rotomā ist ein Kratersee im Rotorua District der Region Bay of Plenty auf der Nordinsel von Neuseeland.

## Namensbedeutung
In der Sprache der Māori kommt dem Namen die Bedeutung von „sauberes Wasser“ zu.

## Geographie
Der See befindet sich rund 1 km ostsüdöstlich des angrenzenden Lake Rotoehu, rund 6,3 km östlich des Lake Rotoiti und rund 8,5 km westnordwestlich von der Stadt Kawerau, die gleichzeitig den Status eines Distrikts hat.
Der Lake Rotomā verfügt über eine Flächenausdehnung von 11,12 km² und erstreckt sich über eine Länge von rund 5,5 km in Nord-Süd-Richtung und einer maximalen Breite von rund 3,5 km in Ost-West-Richtung. Seine tiefste Stelle findet der See mit 83,0 m im nördlichen Bereich, wogegen der südliche Teil des Sees auf maximal 73,5 m Tiefe kommt. Das Fassungsvermögen des Sees wurde im Jahr 1972 mit knapp 459 Millionen Kubikmeter Wasser angegeben und sein Wassereinzugsgebiet mit knapp 16 km².
An der Ostseite des Kratersees sind von Nord nach Süd aufgeführt drei Lagunen zu finden, die knapp 10 Hektar große Whakarewa Lagoon, die rund 9 Hektar große Te Onewhero Lagoon und die rund 7,7 Hektar große Te Matahī Lagoon. Alle drei Lagunen haben zeitweise und witterungsabhängig eine Verbindung zum Lake Rotomā, unterliegen aber ebenso wie der See erheblichen Schwankungen im Wasserstand. So konnte zwischen den Jahren 1955 bis 2009 eine Schwankung des Wasserspiegels zwischen 312,2 m und 317,7 m dokumentiert werden, im Vergleich zu 1911 sogar bis zu 6 m. Der höchste Wasserstand wurde im Jahr 1971 festgestellt.
An der Südseite des Sees führt der New Zealand State Highway 30 in Ufernähe vorbei und passiert dabei die einzige kleine Siedlung am See, die ebenfalls Lake Rotomā genannt wird und sich am Whangaroa Inlet entlang hinzieht, einem Nebenarm des Sees.

## Geologie
Der Lake Rotomā liegt eingebettet in der Rotomā Caldera, die direkt angrenzend an der nordöstlichen Seite der Caldera des Okataina-Komplexes zu finden ist und in der Fachwelt unter anderem als Okataina Volcanic Centre bezeichnet wird. Der Rand der Caldera erhebt sich auf bis zu einer Höhe von 554 m.
Die Ausbruchsepisode des Rotomā liegt rund 9000 bis 9500 Jahre zurück und führte nach dem Kollabieren der Magmakammer zur Bildung des Sees. Der nordwestliche Arm des Sees, in dem sich das Matutu Basin befindet, wurde bei einem Ausbruch vor rund 7500 Jahren gebildet. Entgegen früherer Annahmen, in denen ein Teil des Sees mit zum Einzugsbereich des Okataina Volcanic Centre gezählt wurde, gehen neuere Forschungen davon aus, dass die Caldera, in der der See liegt, als ein eigenes vulkanisches Zentrum angesehen werden kann.